# Stereodon sommerfeltii
Stereodon sommerfeltii là một loài Rêu trong họ Hypnaceae. Loài này được (Myrin) Mitt. mô tả khoa học đầu tiên năm 1859.